# Wayne (contea di Armstrong, Pennsylvania)
Wayne è una township degli Stati Uniti d'America, nella contea di Armstrong nello Stato della Pennsylvania. Secondo il censimento del 2000 la popolazione è di 1.117 abitanti.

## Società

### Evoluzione demografica
La composizione etnica vede una prevalenza della razza bianca (99,28%), dati del 2000.
| township di Wayne Popolazione |       |
| 2000                          | 1.117 |
| Stima al 2009                 | 1.027 |